# Atterup (Øster Egede Sogn)
 For alternative betydninger, se Atterup. (Se også artikler, som begynder med Atterup)
Atterup er en meget lille landsby på Sydsjælland i Øster Egede Sogn et par kilometer nord for Faxe i Faxe Kommune i Region Sjælland.
Landsbyen nævnes i 1423 (Attorp), og blev udskiftet i 1830.